# Valle Hermoso (municipalité, Tamaulipas)
Pour les articles homonymes, voir Valle Hermoso.
La municipalité de Valle Hermoso  est l'une des 43 municipalités de l'État de Tamaulipas, et est située dans la partie nord de cet État. Située à l'ouest du golfe du Mexique, elle appartient à sa plaine côtière, ainsi qu'au bassin versant du fleuve Río Grande, qui marque la frontière entre les États-Unis et le Mexique. Son chef-lieu est la ville éponyme de Valle Hermoso. Elle dépend de la région Norte, qui est une des 6 subdivisions administratives de l'État de Tamaulipas.

## Géographie
La municipalité de Valle Hermoso s'étend du nord au sud en rive sud du Río Grande et présente au nord un mince corridor la reliant au fleuve, et créé dans les années 1980 pour des raisons fiscales. Son altitude oscille entre 50 et 200 mètres. Son chef-lieu, la ville éponyme de Valle Hermoso, se situe dans la partie sud de son territoire, à distance du fleuve, à une altitude de 27 mètres. Ce territoire couvre une superficie de 916,43 km², et était peuplé en 2020 de 60 055 habitants.
Cette municipalité dépend de la région Norte, appelée aussi Región Fronteriza, qui est une des 6 subdivisions administratives de l'État de Tamaulipas, et regroupe les municipalités de Nuevo Laredo, Guerrero, Mier, Miguel Alemán, Camargo, Gustavo Díaz Ordaz, Reynosa, Río Bravo, Valle Hermoso et Matamoros.
Elle est limitrophe au nord, aux États-Unis du comté texan de Hidalgo, à l'ouest, dans l'État mexicain du Tamaulipas, de la municipalité de Río Bravo, et à l'ouest de celle de Matamoros.

## Composition et démographie
La municipalité était composée en 2010 de 307 localités.
| Localité                  | Population |
| ------------------------- | ---------- |
| Valle Hermoso             | 47 696     |
| Anáhuac                   | 3 566      |
| El Realito                | 3 208      |
| Ignacio Manuel Altamirano | 859        |

En plus de l'espagnol, plusieurs langues amérindiennes sont parlées dans la municipalité, dont les principales sont par ordre d'importance : le nahuatl, le totonaque, le zapotèque, le huastèque et le mazatèque.

## Histoire
À la fin du XIXe siècle, la région de Valle Hermoso était partagée entre les municipalités de Reynosa et de Matamoros, dans un paysage dominé par l'élevage extensif au sein de ranchs et d'haciendas. Ainsi, au début du XXe siècle, l'hacienda La Sauteña s'étendait sur tout un bloc de municipalités du nord du Tamaulipas, soit sur des milliers de km². Les troubles lies à la révolution mexicaine, au début des années 1910, allaient faire fuir la population de la région, qui resta en partie abandonnée. Cette situation perdura jusqu'en 1939 et d'importants travaux d'irrigation, avec la création du "Distrito de Riego del Bajo Río Bravo" (district d'irrigation du bas Río Bravo), afin de favoriser la culture du coton. Le président Lázaro Cárdenas mit alors en place une politique de rapatriement des mexicains vivant aux États-Unis, avec des plans de distribution de terres, et de construction d'infrastructures. Le développement de la ville fit qu'en 1950 Valle Hermoso comptait 30 000 habitants.
La municipalité de Valle Hermoso est fondée en 1953, sur des parts de territoires des municipalités de Reynosa et de Matamoros, la même année, son chef-lieu obtient le statut de ville (ciudad).
Dans les années 1980, le gouvernement mexicain mit en place une série d'incitations fiscales pour les municipalités frontalières des États-Unis. Ce n'était alors pas le cas de la municipalité de Valle Hermoso. Pour l'en faire bénéficier, il fut procédé à un échange de territoire entre les municipalités de Río Bravo et de Valle Hermoso, qui aboutit pour Valle Hermoso à l'obtention d'un mince corridor de terres la reliant à la frontière américaine et au Río Bravo.
Depuis 2010, Valle Hermoso adhère également au changement d'heure de la frontière, qui est synchronisé avec celui des États-Unis.

## Économie

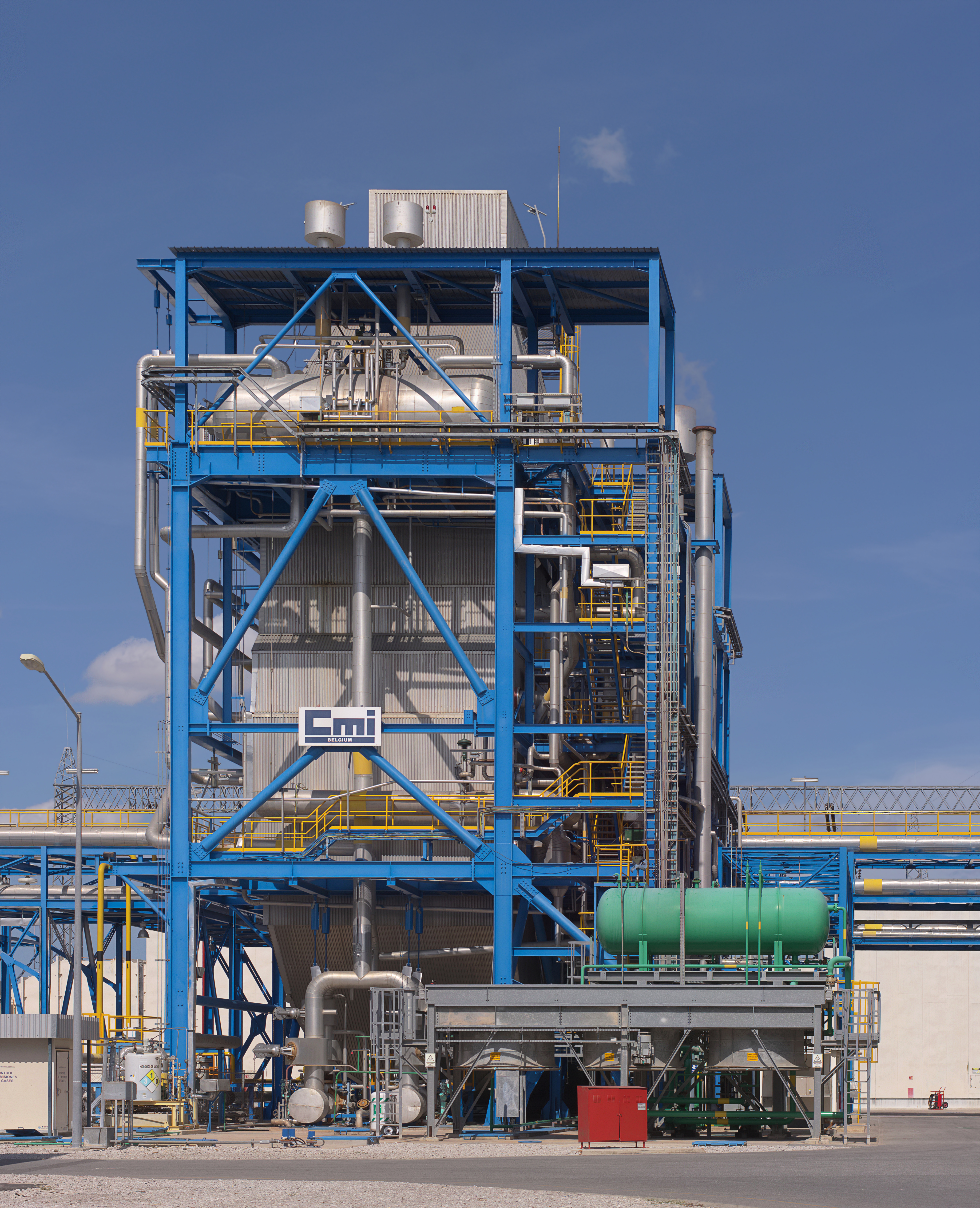
Usine thermo-électrique dans la municipalité

### Agriculture et élevage
La municipalité comprend des cultures de maïs, de soja, de sorgho, de haricots, de gombo, de coton et des légumes tels que les tomates. Pour l'élevage, cela concerne des productions de viandes telles que le bœuf, le porc et la volaille. Les productions laitières concernent les vaches.

### Industrie
Plusieurs usines produisent des vêtements, des pièces automobiles, des produits alimentaires, des boissons, du cuir et des produits métalliques pour les machines et les équipements.